# Храчия Меликян
Храчия Меликян (на арменски: Հրաչյա Մելիքյան; 8 май 1947 – 6 март 2006) е арменски композитор.
Синтезира в творчеството си световните музикални тенденции и националните музикални специфики, развивайки свой музикален стил. По-голямата част от композициите му са инструментални, в това число симфонични, камерни и ансамблови. Бил е член на Съюза на композиторите и музикантите от 1972 година и вицепрезидент на Съюза на композиторите и музикантите от 1991 до смъртта си през март 2006 година.

## Биография
Храчия Меликян е роден на 8 май 1947 година в Ереван, Армения, в семейството на юрист и счетоводителка. Заедно с братята и сестрите си е бил отличен ученик в училище. Започва да свири на китара още в началното училище. Скоро след това започва да се учи сам да свири и на акордеон. През 1962 отдадеността му към музиката го отвежда в музикалното училище, където започва да учи кларинет. Завършва го само за 2 години, вместо за 5. Продължава да учи в Музикалния колеж в Ереван, основно с кларинет. Успоредно учи адвокатура в Държавния университет в Ереван. През 1967, на 20 години, започва да учи за композитор в Държавната консерватория в Ереван, в класа на прочутия професор Едвард Мирзоян. Професорът отбелязва: „Трябва да призная, че той бе сред любимите ми студенти през цялата ми преподавателска кариера. Да работя с него бе удоволствие за мен.“
Меликян активно композира, докато учи. Неговата Соната за кларинет и пиано печели 3-та награда в състезание за млади композитори в СССР. Негови творби по време на университетските му години са изпълнявани в Ереван, Тбилиси, Баку, Киев и други столици от СССР.
През 1972 младият Храчия Меликян е приет в Съюза на композиторите и музикантите на Армения. От 1991 Храчия Меликян става Отговорен секретар на Съюза до кончината му през март 2006 година.
Композира музиката за 8 арменски филма.

## Основни творби

### Опера
- Alien Blood or End of Absurdity (либрето Марина Тумас), 1989 – 1991

### Балет
- Samson, 1983 – 1984

### Оратории
- Bells, 1985 – 1986, (теми от фолклорни и патриотични песни)

### Сонати
- за цигулка и пиано #2, 1992
- за бас и пиано, 1987
- за цигулка и пиано #1, 1982 (публикувана в Ереван, 1983)
- за флейта и пиано, 1979 (публикувана в Москва, 1981)
- #2 за пиано, 1978 (публикувана в Ереван, 1989)
- за обой и пиано, 1972 (публикувана в Москва, 1975)
- #1 за пиано, 1968 (публикувана в Ереван, 1984)
- за кларинет и пиано, 1968 (публикувана в Москва, 1976)
- за виола и пиано, 1968 (публикувана в Ереван, 1974)

## Награди и отличия
През 2005 г. Храчия Меликян става лауреат на Държавната награда за музика, присъждана от Президента на Армения.
През 1995 г. Храчия Меликян става лауреат на наградата „Най-добър концерт за чело“ на Съюза на композиторите и музикантите в Армения.
През 1969 г. печели приз за млад композитор (в СССР).